# Bufonia perennis
Espèce
Bufonia perennis, la Bufonie vivace, est une espèce de plante herbacée méditerranéenne de la famille des Caryophyllaceae.

## Liste des sous-espèces et variétés
Selon Catalogue of Life (22 février 2016) :
- sous-espèce Bufonia perennis subsp. perennis
- sous-espèce Bufonia perennis subsp. tuberculata

Selon The Plant List (22 février 2016) :
- sous-espèce Bufonia perennis subsp. mauritanica (Murb.) Pau & Font Quer
- sous-espèce Bufonia perennis subsp. tuberculata (Loscos) Maleg.

Selon Tropicos (22 février 2016) (Attention liste brute contenant possiblement des synonymes) :
- sous-espèce Bufonia perennis subsp. mauritanica (Murb.) Pau & Font Quer
- sous-espèce Bufonia perennis subsp. tuberculata (Loscos) Maleg.
- sous-espèce Bufonia perennis subsp. wilkommiana (Boiss.) Nyman
- variété Bufonia perennis var. tuberculata (Loscos) Rivas Goday & Borja